# Encordades
Encordades és una pel·lícula documental catalana de 2011 dirigida per Gerard Montero. Diferents generacions d'alpinistes i muntanyenques expliquen les seves vivències amb la seva passió per pujar muntanyes, i on es reflexiona sobre el paper femení en aquest esport. Amb la veu de les diferents protagonistes com a fil conductor i les imatges d'aquestes dues modalitats esportives, pretén reflexionar sobre els límits físics i humans de les persones en general i de manera molt particular de les dones. Està produïda per Alkimia Produccions.
El documental va guanyar el premi a la millor pel·lícula de muntanyisme del Festival de Muntanya de Kendal de 2011, i el premi al millor realitzador espanyol al Festival de Cinema de Muntanya de Torelló del mateix any. També es va projectar al Bilbao Mendi Film Festival.

## Participants
- Carme Romeu Pecci
- Mònica Verge Folia
- Elisabeth Vergés Costa
- Esther Sabadell Simó
- Helena Alemán i Sobrino
- Anna Ibáñez